# Bank Mandiri-museum
Het Bank Mandiri-museum (Indonesisch: Museum Bank Mandiri) is een museum in de Indonesische hoofdstad Jakarta, tegenover Station Jakarta Kota, en het voormalig hoofdkantoor van de Nederlandsche Handel-Maatschappij.
Het museum, geopend in 1998, toont de geschiedenis van Bank Mandiri en het bankwezen in Indonesië in het algemeen. Er zijn veel attributen van kluizen en een grootboek tot computers. Maar ook herbergt het museum een verscheidenheid aan waardepapieren en een muntencollectie.

## Gebouw
Het museum is gevestigd in een voormalig kantoor van de Nederlandsche Handel-Maatschappij (NHM), met de bijnaam 'de Factorij', dat gebouwd werd tussen 1929 en 1933 in de nieuw zakelijke stijl. De NHM was een machtig handelsbedrijf en wilde een nieuw kantoorpand in Kota, het financiële hart van het toenmalige Batavia. Op die plek bevond zich ook het treinstation Kota en de hoofdkantoren van de Javasche Bank en de Escomptobank. In 1938 volgde nog het kantoor van het Nederlandsch-Indische Handelsbank. De architecten van het nieuwe NHM-gebouw waren Antonie Smits en Cornelis van de Linde die het gebouw vanuit Amsterdam ontwierpen. Zij ontwierpen een symmetrisch gebouw met een monumentale uitstraling die de voornaamheid van de NHM moest benadrukken.
Het gebouw, gelegen op een stuk land van 100 bij 110 meter en omringd door drie openbare wegen, kreeg de vorm van een U. Zodoende ontstond er een intern plein. De hoofdingang kwam aan het stationsplein en de open zijde werd afgesloten door een lager dienstgebouw. Bij de bouw stuitte men op restanten uit de VOC-tijd die met dynamiet werden opgeblazen. Achttienhonderd heipalen zijn gebruikt voor de fundering en nog eens tweeënhalf miljoen bakstenen afkomstig uit Nederland zijn gebruikt voor de opbouw van het gebouw. Na de voltooiing in 1933 was het gebouw een mooi voorbeeld van een modern kantoorgebouw in Nederlands-Indië. Zonluifels en galerijen aan de buitenkant bijvoorbeeld, voorkwamen dat zonlicht binnen kon dringen waardoor warmte werd tegengegaan. Ook had het dubbele plafonds waartussen mechanische ventilatie mogelijk was.
Op 14 januari 1933 vond de opening van het gebouw plaats.

## Galerij

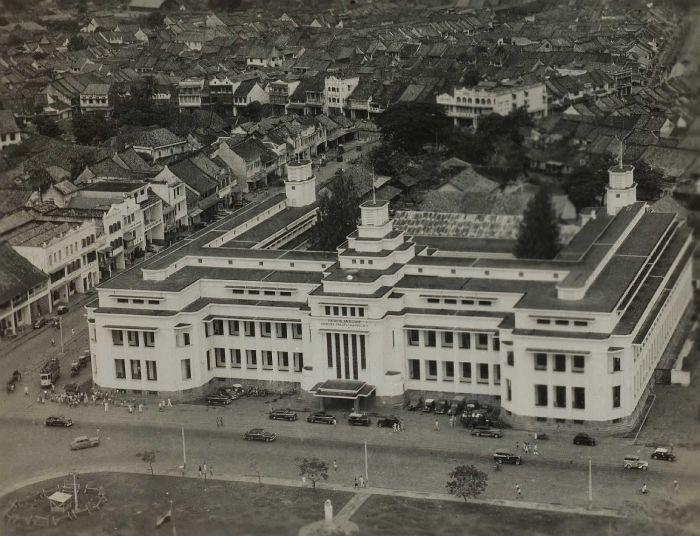
Luchtfoto van het museumgebouw (1950-1960)
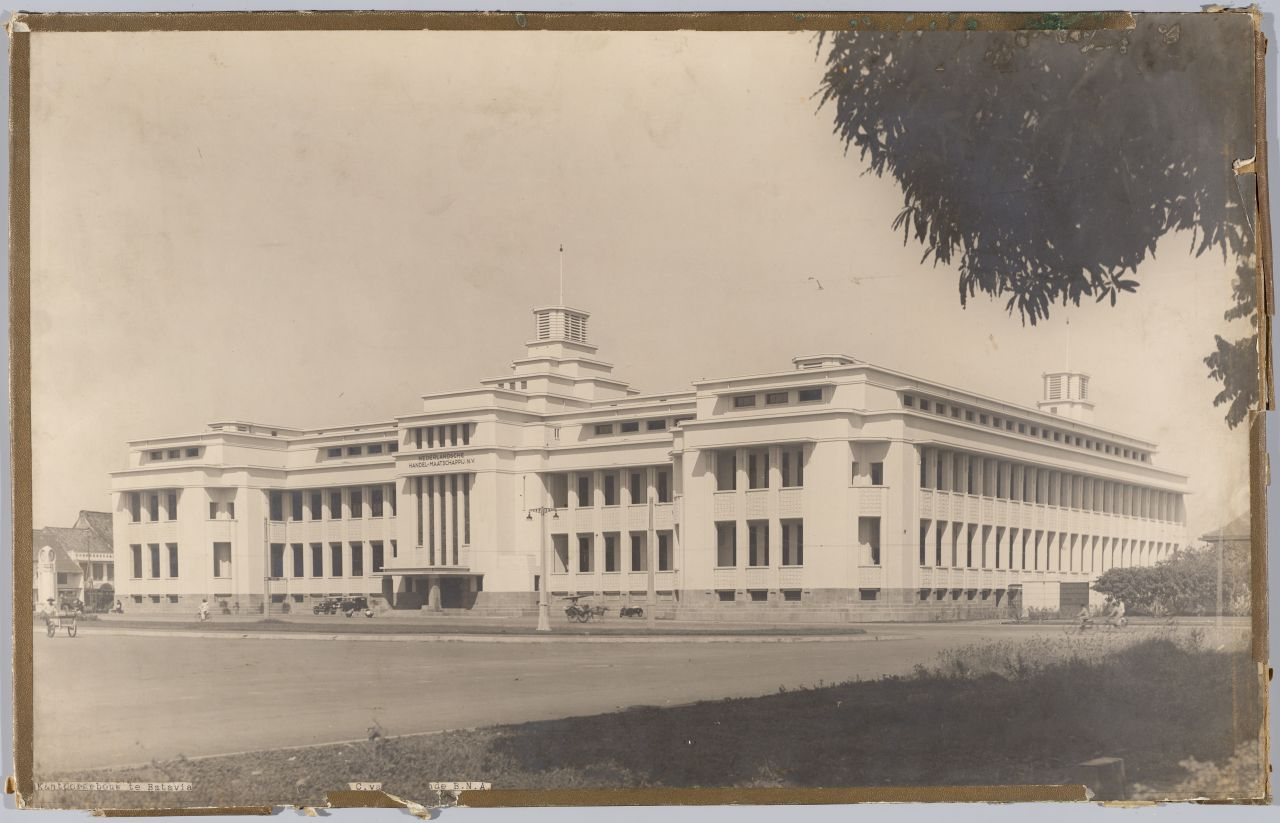
Nederlandsche Handel Maatschappij, Batavia, Nederlands-Indië, 1931

## Voetnoten
1. 1 2 3  Een kantoorpaleis in Kota, nu museum Bank Mandiri., Tijdschrift De Paraplu uitgave van 'De Nederlandse Club', door Cor Passchier, maart 2016